# Jaap Barendregt
Jaap Barendregt, né le 10 janvier 1905 à Rotterdam et mort le 16 février 1952, est un footballeur international néerlandais des années 1920 et 1930. Évoluant au poste d'attaquant, il réalise l'intégralité de sa carrière senior au Feyenoord Rotterdam.
Il est le deuxième meilleur buteur de l'histoire du Feyenoord Rotterdam avec 196 buts marqués. 

## Biographie
Jaap Barendregt est issu d'une famille de Barendrecht très impliquée dans le club de Feyenoord. Son oncle, Ingen Barendregt est gardien du stade De Kromme Zandweg où jouait alors le club. Il commence à jouer au football au sein de DCL, un club de Charlois. 
En 1925, il devient membre travailleur de Feyenoord et commence à jouer en équipe première. Joueur amateur, il est ouvrier de profession. Il joue son premier match avec l'équipe première le 13 décembre 1925 face à De Spartaan. Il est appelé en mars 1929 pour jouer avec l'équipe des Pays-Bas un match contre la Suisse à Amsterdam (victoire 3-2). Il effectue son dernier match le 21 mars 1937 face à Go Ahead. Il devient ensuite membre de la commission junior au sein du club.
Son frère, Inge Barendregt, a également joué pour le Feyenoord Rotterdam.

## Palmarès
- Championnat des Pays-Bas
  - Champion en 1928 et 1936

- Coupe des Pays-Bas
  - Vainqueur en 1930 et 1935